# Agustín Ale
Agustín Ale Perego (Las Piedras, Canelones, 19 de febrero de 1995) es un futbolista uruguayo que juega como defensa central en Imolese Calcio 1919 de la Serie D de Italia.

## Trayectoria
Agustín comenzó a jugar al fútbol a los cuatro años, en su ciudad natal, en el baby fútbol jugaba como volante, fue parte de la selección de Las Piedras. Cuando defendía a la selección en Durazno, fue observado por un ojeador de River Plate, equipo profesional de la capital de Uruguay, lo invitaron a practicar con las juveniles cuando tenía 13 años.
Se integró a la Séptima División de River, pero semanas antes de comenzar el Campeonato Sub-14, el entrenador lo probó como defensa central, cumplió y quedó en esa posición. Realizó las divisiones juveniles en River Plate.
Fue ascendido al primer equipo darsenero el 4 de enero de 2014 y realizó la pretemporada con los profesionales pero el entrenador Guillermo Almada no lo consideró para el Torneo Clausura, y bajó a Tercera División.
En la temporada 2014-15, se integró al plantel absoluto, estuvo en el banco de suplentes en varias oportunidades del Torneo Apertura.
El 23 de noviembre de 2014 debutó en la máxima categoría, Almada lo colocó como titular y jugó todo el partido contra Racing y ganaron 2 a 0 en el Parque Roberto. Agustín disputó el encuentro con 19 años y 277 días, utilizó la camiseta número 30.
River finalizó el torneo en cuarta posición, superado por Peñarol, Racing y quien resultó campeón, Nacional.
En el Torneo Clausura 2015, Agustín se consolidó como titular para Guillermo Almada, debido a su compromiso con la selección sub-20 de Uruguay se perdió varios partidos, pero jugó 9, todos como titular, ya con la camiseta número 2 asignada. River completó un buen Clausura, quedaron en segundo lugar tras Peñarol y clasificaron por primera vez en su historia a una fase de la Copa Libertadores.
Para la temporada 2015-16, asumió Juan Ramón Carrasco como entrenador. Comenzó jugando como titular en la fecha 1 del Torneo Apertura 2015, contra Fénix, pero perdieron 2 a 1. Tuvo una participación irregular, fue titular en los 8 partidos que disputó y recibió 4 tarjetas amarillas.
Ale debutó a nivel internacional de clubes, el 9 de febrero de 2016, en el partido de vuelta de la clasificación a la Copa Libertadores 2016, jugó como lateral izquierdo en el estadio Nacional de Chile ante más de 30.100 espectadores, se enfrentaron a Universidad de Chile, empataron sin goles, y como en el partido de ida había ganado River 2-0, ingresaron a la fase de grupos.
En el Torneo Clausura 2016, fue capitán del equipo por primera vez el 6 de marzo, su rival fue Racing y ganaron 1 a 0.
River Plate compartió grupo en la Copa Libertadores con Nacional, Rosario Central y Palmeiras. En los dos primeros partidos empataron, contra Palmeiras y Nacional. Pero el tercer encuentro fue contra Central en el Gigante de Arroyito ante 45.000 espectadores, y perdieron 4-1, el jugador Marco Ruben convirtió un hat-trick.
En el cuarto encuentro del grupo, nuevamente jugaron contra Rosario Central, Agustín fue el capitán pero perdieron 1-3 en el Estadio Centenario. No fue convocado para los dos partidos finales de la fase de grupos y quedaron eliminados.
Durante todo el Clausura, jugó 5 partidos, y River finalizó en la posición 13 sobre 16 equipos.
En 2020 fue contratado por el Delfín de Ecuador. Disputó su primer encuentro de manera oficial con el equipo cetáceo el 1 de febrero en un encuentro ante Liga Deportiva Universitaria, válido por la Supercopa de Ecuador, donde empataron 1-1 en el tiempo reglamentario, lo que obligó a la definición mediante de los penales, donde su equipo cayó 5-4 y se quedaron con el subcampeonato. 
En la Copa Libertadores 2020, anotó de cabeza el único gol en la victoria agónica frente a Olimpia, que le dio a Delfín una histórica clasificación a octavos de final del torneo, el triunfo fue de visitante en Asunción, al cuadro ecuatoriano solo le servía la victoria.
En junio de 2021 fue fichado el Club Olimpia de la Primera División de Paraguay. Con el club paraguayo solo jugó 2 partidos y luego emigró a Europa.

## Selección nacional
Ha sido internacional con la selección de Uruguay sub-20 en los años 2014 y 2015.
El 17 de marzo de 2014, comenzó los entrenamientos con la selección bajo las órdenes del entrenador Fabián Coito desde la primera semana, junto a su compañero de River, Diego Casas.
Debutó con la selección en un partido internacional amistoso el 17 de abril de 2014, ante Chile en Jardines, jugó como titular, estuvo los 90 minutos en cancha y empataron 1 a 1.
El 22 de septiembre, disputó su sexto encuentro con la Celeste, fue en el Parque Saroldi contra Perú, conocía el estadio por ser el de su club River Plate, al minuto 64 convirtió su primer gol internacional para poner el 1 a 0 parcial, pero finalmente los incaicos ganaron 1-2.
Viajó a Chile en el mes de octubre, para jugar el Torneo Cuatro Naciones, contra las selecciones sub-20 de México, Chile y Colombia en carácter amistoso. En el primer partido, contra México, no tuvo minutos y ganaron 2 a 1. El 10 de octubre jugó como titular contra Chile, pero perdieron 3 a 0. No jugó el último encuentro, perdieron con Colombia y finalizaron el torneo amistoso en tercer lugar.
A finales de noviembre viajó a Paraguay para disputar otro cuadrangular amistoso, contra las selecciones sub-20 de Perú, Paraguay y Panamá. El 24 de noviembre, jugaron contra Perú, no tuvo minutos y perdieron 3-1. Dos días después, se enfrentaron al local, Paraguay, esta vez Agustín estuvo en cancha los 90 minutos y ganaron por la mínima gracias a una anotación de Jaime Báez. El 28 de noviembre, volvió a estar en la zaga titular, se enfrentaron a Panamá y ganaron 2 a 0, por lo que con 6 puntos, se aseguraron jugar la final. Disputaron el partido por el título amistoso el 30 de noviembre en el Estadio General Adrián Jara, nuevamente su rival fue Panamá, esta vez empataron 3-3, fueron a penales y ganó Uruguay 5 a 3, por lo que se proclamaron campeones del cuadrangular.
El 3 de enero de 2015 fue seleccionado para defender a Uruguay en el Campeonato Sudamericano Sub-20. Le fue asignada la camiseta número 2 para defender la selección.
Debutó en la competición oficial el 23 de enero, en la última fecha de la fase de grupos, jugó como titular contra Venezuela, desde el minuto 27 perdían 1 a 0, y en la última jugada Agustín anotó el empate de cabeza, pero le anularon el gol. Debido a una apendicitis de Mauricio Lemos, asumió el puesto de titular en la zaga, para jugar los 3 partidos finales del hexagonal, contra Paraguay, Colombia y Argentina.
Jugaron contra Paraguay el 2 de febrero, y ganaron por 2 a 0. Luego, su rival fue Colombia pero empataron sin goles. El último partido del torneo se jugó el 7 de febrero de 2015 en el Estadio Centenario contra Argentina, con la posibilidad de salir campeones si ganaba, la celeste se puso en ventaja desde el minuto 8, pero luego la albiceleste anotó 2 goles que sentenciaron el triunfo argentino 1-2.
Uruguay quedó en tercer lugar del Sudamericano Sub-20 porque Colombia ganó su partido, por lo que no clasificaron a los Juegos Olímpicos pero sí a los Juegos Panamericanos y la Copa Mundial. Agustín jugó 4 partidos y recibió una tarjeta amarilla.
El 9 de marzo de 2015 comenzaron los entrenamientos de preparación para el Mundial con la sub-20, para los cuales fue citado.
Viajó a Europa a finales de marzo para jugar tres partidos amistosos, contra Francia, Uzbekistán y Portugal. El 26 de marzo, ingresó en los minutos finales contra Francia y empataron 1-1. Luego jugó contra Portugal como titular, pero perdieron 3 a 0 con un triplete de André Silva.
El 14 de mayo fue seleccionado para defender a Uruguay en la Copa Mundial Sub-20 de Nueva Zelanda, le fue asignada la camiseta número 2. Jugó un amistoso de preparación contra Panamá en Hamilton pero perdieron 1 a 0.
Ale no tuvo participación en el mundial, Uruguay clasificó a octavos de final, pero se enfrentaron a Brasil, empataron sin goles y mediante penales clasificaron los brasileños.

### Participaciones en juveniles
En cursiva las competiciones no oficiales.
| Mundial                                   | Sede          | Resultado        | Partidos | Goles |
| ----------------------------------------- | ------------- | ---------------- | -------- | ----- |
| Torneo Cuatro Naciones Sub-20 de 2014     | Chile         | Tercer puesto    | 1        | 0     |
| Cuadrangular internacional Sub-20 de 2014 | Paraguay      | Campeón          | 3        | 0     |
| Campeonato Sudamericano Sub-20 de 2015    | Uruguay       | Tercer puesto    | 4        | 0     |
| Copa Mundial Sub-20 de 2015               | Nueva Zelanda | Octavos de final | 0        | 0     |

### Detalle de partidos
| Con Uruguay sub-20 | Con Uruguay sub-20 | Con Uruguay sub-20   | Con Uruguay sub-20       | Con Uruguay sub-20                 | Con Uruguay sub-20                      | Con Uruguay sub-20 | Con Uruguay sub-20 | Con Uruguay sub-20                                      | Con Uruguay sub-20 |
| N°                 | Rival              | Resultado            | Fecha                    | Lugar                              | Competencia                             | Goles              | Asistencias        | Ref.                                                    |                    |
| ------------------ | ------------------ | -------------------- | ------------------------ | ---------------------------------- | --------------------------------------- | ------------------ | ------------------ | ------------------------------------------------------- | ------------------ |
| 1                  | Chile              | 1:1 (0:1)            | 17 de abril de 2014      | Montevideo · Uruguay               | Amistoso                                | -                  | -                  | 1                                                       |                    |
| 2                  | Paraguay           | 1:0 (1:0)            | 20 de mayo de 2014       | Montevideo · Uruguay               | Amistoso                                | -                  | -                  | 2                                                       |                    |
| 3                  | Paraguay           | 1:1 (1:0)            | 9 de junio de 2014       | Asunción Paraguay                  | Amistoso                                | -                  | -                  | 3                                                       |                    |
| 4                  | Perú               | 1:0 (1:0)            | 4 de agosto de 2014      | Lima · Perú                        | Amistoso                                | -                  | -                  | 4                                                       |                    |
| 5                  | Perú               | 1:1 (1:1)            | 6 de agosto de 2014      | Lima · Perú                        | Amistoso                                | -                  | -                  | 5                                                       |                    |
| 6                  | Perú               | 1:2 (0:0)            | 22 de septiembre de 2014 | Montevideo · Uruguay               | Amistoso                                | 64'                | -                  | 6                                                       |                    |
| 7                  | Chile              | 3:0 (2:0)            | 10 de octubre de 2014    | Santiago · Chile                   | Amistoso Torneo Cuatro Naciones         | -                  | -                  | 7                                                       |                    |
| 8                  | Paraguay           | 0:1 (0:0)            | 26 de noviembre de 2014  | Asunción Paraguay                  | Amistoso Cuadrangular internacional     | -                  | -                  | 8                                                       |                    |
| 9                  | Panamá             | 0:2 (0:2)            | 28 de noviembre de 2014  | Asunción Paraguay                  | Amistoso Cuadrangular internacional     | -                  | -                  | 9                                                       |                    |
| 10                 | Panamá             | 3:3 (2:0) (3:5 pen.) | 30 de noviembre de 2014  | Asunción Paraguay                  | Amistoso Cuadrangular internacional     | -                  | -                  | 10                                                      |                    |
| 11                 | Venezuela          | 0:1 (0:1)            | 23 de enero de 2015      | Maldonado · Uruguay                | Campeonato Sudamericano Fase de grupos  | -                  | -                  | 11                                                      |                    |
| 12                 | Paraguay           | 2:0 (2:0)            | 2 de febrero de 2015     | Montevideo · Uruguay               | Campeonato Sudamericano Hexagonal final | -                  | -                  | 12                                                      |                    |
| 13                 | Colombia           | 0:0                  | 4 de febrero de 2015     | Montevideo · Uruguay               | Campeonato Sudamericano Hexagonal final | -                  | -                  | 13                                                      |                    |
| 14                 | Argentina          | 2:1 (1:1)            | 7 de febrero de 2015     | Montevideo · Uruguay               | Campeonato Sudamericano Hexagonal final | -                  | -                  | 14                                                      |                    |
| 15                 | Francia            | 1:1 (0:1)            | 26 de marzo de 2015      | Clairefontaine-en-Yvelines Francia | Amistoso                                | -                  | -                  | 15 Archivado el 18 de abril de 2016 en Wayback Machine. |                    |
| 16                 | Portugal           | 3:0 (2:0)            | 31 de marzo de 2015      | Coímbra Portugal                   | Amistoso                                | -                  | -                  | 16                                                      |                    |
| 17                 | Honduras           | 1:2 (0:1)            | 11 de mayo de 2015       | Maldonado · Uruguay                | Amistoso                                | -                  | -                  | 17                                                      |                    |
| 18                 | Honduras           | 5:0 (3:0)            | 13 de mayo de 2015       | Montevideo · Uruguay               | Amistoso                                | -                  | -                  | 18                                                      |                    |
| 19                 | Panamá             | 0:1 (0:0)            | 20 de mayo de 2015       | Hamilton Nueva Zelanda             | Amistoso                                | -                  | -                  | 19                                                      |                    |

## Estadísticas

### Clubes
Actualizado al último partido disputado el 20 de diciembre de 2023.
| Club                           | Div.          | Temporada     | Liga  | Liga  | Liga   | Copas nacionales | Copas nacionales | Copas nacionales | Copas internacionales | Copas internacionales | Copas internacionales | Total | Total | Total  |
| Club                           | Div.          | Temporada     | Part. | Goles | Asist. | Part.            | Goles            | Asist.           | Part.                 | Goles                 | Asist.                | Part. | Goles | Asist. |
| ------------------------------ | ------------- | ------------- | ----- | ----- | ------ | ---------------- | ---------------- | ---------------- | --------------------- | --------------------- | --------------------- | ----- | ----- | ------ |
| C. A. River Plate · Uruguay    | 1.ª           | 2014-15       | 11    | 0     | 0      | -                | -                | -                | -                     | -                     | -                     | 11    | 0     | 0      |
| C. A. River Plate · Uruguay    | 1.ª           | 2015-16       | 13    | 0     | 0      | -                | -                | -                | 5                     | 0                     | 0                     | 18    | 0     | 0      |
| C. A. River Plate · Uruguay    | 1.ª           | 2016          | 13    | 1     | 0      | -                | -                | -                | -                     | -                     | -                     | 13    | 1     | 0      |
| C. A. River Plate · Uruguay    | 1.ª           | 2017          | 28    | 0     | 0      | -                | -                | -                | -                     | -                     | -                     | 28    | 0     | 0      |
| C. A. River Plate · Uruguay    | 1.ª           | 2018          | 33    | 1     | 0      | -                | -                | -                | -                     | -                     | -                     | 33    | 1     | 0      |
| C. A. River Plate · Uruguay    | 1.ª           | 2019          | 29    | 0     | 0      | -                | -                | -                | 4                     | 0                     | 0                     | 33    | 0     | 0      |
| C. A. River Plate · Uruguay    | Total club    | Total club    | 127   | 2     | 0      | 0                | 0                | 0                | 9                     | 0                     | 0                     | 136   | 2     | 0      |
| Delfín S. C. · Ecuador         | 1.ª           | 2020          | 20    | 2     | 0      | 1                | 0                | 0                | 6                     | 1                     | 0                     | 27    | 3     | 0      |
| Delfín S. C. · Ecuador         | Total club    | Total club    | 20    | 2     | 0      | 1                | 0                | 0                | 6                     | 1                     | 0                     | 27    | 3     | 0      |
| Guayaquil City F. C. · Ecuador | 1.ª           | 2021          | 10    | 0     | 0      | -                | -                | -                | 2                     | 0                     | 0                     | 12    | 0     | 0      |
| Guayaquil City F. C. · Ecuador | Total club    | Total club    | 10    | 0     | 0      | 0                | 0                | 0                | 2                     | 0                     | 0                     | 12    | 0     | 0      |
| C. Olimpia Paraguay            | 1.ª           | 2021          | 2     | 0     | 0      | -                | -                | -                | 0                     | 0                     | 0                     | 2     | 0     | 0      |
| C. Olimpia Paraguay            | Total club    | Total club    | 2     | 0     | 0      | 0                | 0                | 0                | 0                     | 0                     | 0                     | 2     | 0     | 0      |
| A. Académica C. Portugal       | 2.ª           | 2021-22       | 0     | 0     | 0      | -                | -                | -                | -                     | -                     | -                     | 0     | 0     | 0      |
| A. Académica C. Portugal       | Total club    | Total club    | 0     | 0     | 0      | 0                | 0                | 0                | 0                     | 0                     | 0                     | 0     | 0     | 0      |
| A. S. D. San Luca · Italia     | 4.ª           | 2022-23       | 32    | 2     | 1      | 1                | 0                | 0                | -                     | -                     | -                     | 33    | 2     | 1      |
| A. S. D. San Luca · Italia     | Total club    | Total club    | 32    | 2     | 1      | 1                | 0                | 0                | 0                     | 0                     | 0                     | 33    | 2     | 1      |
| Imolese C. · Italia            | 4.ª           | 2023-24       | 16    | 0     | 1      | 4                | 1                | 0                | -                     | -                     | -                     | 20    | 1     | 1      |
| Imolese C. · Italia            | Total club    | Total club    | 16    | 0     | 1      | 4                | 1                | 0                | 0                     | 0                     | 0                     | 20    | 1     | 1      |
| Total carrera                  | Total carrera | Total carrera | 207   | 6     | 2      | 6                | 1                | 0                | 17                    | 1                     | 0                     | 230   | 8     | 2      |
| 1. 2.                          |               |               |       |       |        |                  |                  |                  |                       |                       |                       |       |       |        |

### Selección
Actualizado al último partido disputado el 11 de junio de 2015.
| Selección         | Temporada         | Continental | Continental | Continental | Mundial | Mundial | Mundial | Amistosos | Amistosos | Amistosos | Total | Total | Total  |
| Selección         | Temporada         | Part.       | Goles       | Asist.      | Part.   | Goles   | Asist.  | Part.     | Goles     | Asist.    | Part. | Goles | Asist. |
| ----------------- | ----------------- | ----------- | ----------- | ----------- | ------- | ------- | ------- | --------- | --------- | --------- | ----- | ----- | ------ |
| Sub-20 · Uruguay  |                   |             |             |             |         |         |         |           |           |           |       |       |        |
| 2014              | -                 | -           | -           | -           | -       | -       | 10      | 1         | 0         | 10        | 1     | 0     |        |
| 2015              | 4                 | 0           | 0           | 0           | 0       | 0       | 5       | 0         | 0         | 9         | 0     | 0     |        |
| Total sel.        | 4                 | 0           | 0           | 0           | 0       | 0       | 15      | 1         | 0         | 19        | 1     | 0     |        |
| Total selecciones | Total selecciones | 4           | 0           | 0           | 0       | 0       | 0       | 15        | 1         | 0         | 19    | 1     | 0      |
| 1. 2.             |                   |             |             |             |         |         |         |           |           |           |       |       |        |

## Palmarés

### Títulos nacionales
| Título        | Club       | País     | Año  |
| ------------- | ---------- | -------- | ---- |
| Copa Paraguay | C. Olimpia | Paraguay | 2021 |